# Siergiej Prichodʹko
Siergiej Jakowlewicz Prichodʹko (ros. Сергей Яковлевич Приходько, ur. 18 marca 1947 w Bobrujsku) – radziecki szablista, dwukrotny medalista mistrzostw świata.
Podczas mistrzostw świata w Ankarze w 1970 roku reprezentacja ZSRR w składzie: Wiktor Sidiak, Mark Rakita, Władimir Nazłymow, Eduard Winokurow i Siergiej Prichodʹko zdobyła złoty medal w zawodach drużynowych. W tej samej konkurencji zdobył również złoty medal na mistrzostwach świata w Budapeszcie pięć lat później.
Nigdy nie wystąpił na igrzyskach olimpijskich.